# Цюман, Юрий Леонидович
Ю́рий Леони́дович Цю́ман (род. 30 января 1969, Таганрог, Ростовская область, РСФСР, СССР) — советский серийный убийца и насильник. С декабря 1986 года совершал нападения на женщин, в том числе 4 убийства с мая 1990 по июнь 1991 года. Оставлял на телах жертв чёрные колготки, за что получил прозвище «Черноколготочник». В 1994 году приговорён к смертной казни, заменённой на пожизненное лишение свободы.

## Биография

### Детство и юность
Родился 30 января 1969 года в городе Таганрог Ростовской области. У Цюмана было тяжёлое детство: родители были хроническими алкоголиками, постоянно избивали его и даже угрожали убить. Отец Леонид Николаевич Цюман (1925—1986) неоднократно был судим за кражи. Когда он тяжело заболел и беспомощно лежал в соседней комнате, мать (род. 1940) стала приводить домой любовников и вступала с ними в половую связь на глазах сына.
В детстве практически не общался со сверстниками, сидел с бабушками на лавочке у подъезда по вечерам. Ему даже поручали катать детей в колясках по двору. По характеру был тихий, спокойный, хотя в средней школе стал пить и курить. 
Будучи уже взрослым, считался интеллигентным человеком, но испытывал страсть к фильмам-триллерам (для просмотра новинок даже специально провёл себе кабельное телевидение). Страдал алкогольной зависимостью. Часто менял место работы. Имел проблемы в отношениях с противоположным полом. 
Незадолго до совершения серии убийств впал в состояние психологического дискомфорта на почве сексуальной неполноценности, жизненных проблем и неудач, постоянных ссор с матерью и её сожителем. Стал более обидчивым и ранимым. Внутреннее напряжение было одним из факторов, подтолкнувших Цюмана к убийствам.

### Первые преступления
Первое преступление совершил в 1986 году. В ночь с 24 на 25 декабря напал на первую встречную девушку. Поначалу она сопротивлялась, но потом предложила маньяку пойти к ней домой — в надежде, что дома кто-нибудь есть, но никого не было. Дома у девушки Цюман её связал, избил, изнасиловал и придушил. Уходя, ограбил и поджёг квартиру. Девушка выжила.
В 1987 году был призван в ряды советской армии, срочную службу проходил в ракетных войсках. В первой половине 1989 года после увольнения в запас вернулся в Таганрог и возобновил преступления. 
В конце июня 1989 года совершил новое нападение на девушку, попытался её изнасиловать, но той удалось вырваться от маньяка и убежать. Впоследствии знакомые потерпевшей стали шантажировать Цюмана и угрожать ему, и он на время уехал в другой город.

### Убийства
Первое убийство Юрий Цюман совершил вечером 13 мая 1990 года. Он изнасиловал и задушил 17-летнюю учащуюся металлургического техникума Анну Линербергер. На теле жертвы преступник оставил только её чёрные колготки. Труп убитой был обнаружен в 1-м Крепостном переулке. На тот момент никто не придал значения тому, что маньяк оставил на теле жертвы чёрные колготки, однако в дальнейшем Цюман убивал только женщин, одетых в чёрные колготки, и оставлял на их телах подобную «визитную карточку». Надеты колготки были на голое тело. Убийца действовал неосторожно, оставляя на местах преступлений свои отпечатки пальцев. Кроме того, сами манипуляции, которые производил «Черноколготочник», требовали много времени. Очевидцы рассказали, что к Анне в день убийства приставал пьяный мужчина, но вмешались прохожие и дали ему отпор. Нападавшего удалось вычислить и задержать, однако он заявлял, что не убивал девушку. Экспертиза подтвердила, что изнасиловал Анну другой человек. Другим подозреваемым был таксист, подвозивший её до дома, однако его невиновность также была доказана экспертизой.
27 мая 1990 года Цюман убил вторую жертву — 16-летнюю Ирину Кислякову, которая в тот день возвращалась домой после встречи с молодым человеком по имени Юрий. Тот проводил Ирину до трамвайной остановки, которая располагалась менее чем в 100 метрах от её дома, Ирина попросила не провожать её до дома. Преступник задушил девушку, на её теле он оставил только разорванные чёрные колготки. До этого мать Ирины Тамара Кислякова, узнав о совершённом в Таганроге убийстве, призывала свою дочь быть осторожной, однако Ирина не придала значения опасениям матери. В день убийства Тамара испытывала предчувствие, что её дочь убьют. Она обратилась в милицию, но там ей сообщили, что заявление о пропаже человека можно подать только в случае, если он отсутствует 3 дня или более. Тамара вместе с сыном и мужем самостоятельно искала дочь. На четвёртый день к поискам подключилась милиция, и труп Ирины с множеством порезов и синяков был найден на втором этаже недостроенной бани. Здание запиралось на ключ, и попасть на место убийства можно было только через окно на втором этаже, при этом лестниц к нему не было. У следствия возникал вопрос, как маньяк и его жертва могли попасть внутрь. Рассматривались варианты, что убийца затащил Ирину на второй этаж, заставил туда проникнуть или заманил. Были проверены все строители, работавшие на объекте, но экспертиза показала их невиновность. По подозрению в убийстве был задержан друг Ирины. Он был готов взять на себя вину, но нашёлся водитель трамвая, видевший, что Ирина и молодой человек расстались у остановки.
После двух совершённых в Таганроге убийств девушек родители просили своих дочерей не носить чёрные колготки. 15 сентября 1990 года Цюман совершил третье убийство. Жертвой стала 20-летняя Ольга Кудимова. Преступник изнасиловал её и задушил.
2 июня 1991 года совершил последнее убийство, жертвой стала 17-летняя Ольга Новикова. На месте преступления маньяк оставил расчёску и связку ключей. Большинство ключей были типовыми и не давали возможности опознать убийцу, однако один ключ был сделан на Таганрогском металлургическом заводе, а значит, мог быть приобретён только на территории Ростовской области. Началась работа по подбору ключей к замкам. Поиски в частном секторе Таганрога результата не дали, и началась проверка многоэтажных домов.

### Арест, следствие и суд
После убийства Ирины Кисляковой следствие пришло к выводу, что в Таганроге действует сексуальный маньяк, который убивает только девушек, одетых в чёрные колготки. Следственную группу по делу «Черноколготочника» возглавил начальник управления уголовного розыска УВД Ростоблисполкома Виктор Бураков, который в том же 1990 году возглавлял специальную оперативную группу по поимке другого серийного убийцы, действовавшего в Ростовской области — «Убийцы из лесополосы», оказавшимся Андреем Чикатило (арестован 20 ноября). Также в расследовании дела таганрогского маньяка участвовал психиатр Александр Бухановский, ранее составивший психологический портрет Чикатило, когда тот ещё не был пойман. На этот раз Бухановский разрабатывал психологический портрет «Черноколготочника».
Бураков предложил ловить нового маньяка такими же методами, какие использовались при поимке Чикатило. Все общественные места были обложены засадами, на улицах велось усиленное патрулирование. Подозрительных граждан задерживали, брали отпечатки пальцев и заносили в базу данных.
Бураков и Бухановский обратили внимание на то, что колготки вновь были надеты на голое тело. Психиатр спросил у 150 жительниц Таганрога, как они надевают колготки, и выяснил, что маньяк снимал их с жертв, затем снимал нижнее бельё, заново надевал на них колготки и разрывал ластовицу. После того как «Черноколготочник» убил свою третью жертву, Бураков и Бухановский обратились к нему напрямую по телевидению. Психиатр пообещал не выдавать маньяка милиции, если тот обратится к нему за лечением. После обращения в редакцию газеты «Таганрогская правда» пришло письмо-розыгрыш, в котором неизвестный выдавал себя за «Черноколготочника»:
Он маньяк, говорите вы все. Нет, мне просто нравится делать то, что я делаю, и нравится риск: без него жизнь — мура зелёная! Но что поделать, это всё стало для меня каким-то наркотиком, я уже не могу без этого. Ясно вам? <...> Ну, пока! Спите спокойно. Ваших девочек я не трону, даю слово. Ваш навсегда — «Маньяк».
Особой осторожностью Юрий Цюман не отличался: 26 ноября 1992 года маньяк был задержан при покушении на новое преступление случайными прохожими. К этому моменту следствие располагало множеством улик против Цюмана, в том числе группой крови, образцами волос и отпечатками пальцев. Примечательно, что «на живца» поймать маньяка не удалось.
11 февраля 1994 года по обвинению в 4 убийствах, совершённых в 1990—1991 годах, Юрий Цюман был приговорён к смертной казни, но после введения моратория смертная казнь была заменена на пожизненное лишение свободы. Был отправлен отбывать наказание в колонию «Чёрный дельфин» в Соль-Илецке.

### В заключении
Будучи в заключении Юрий Цюман испытывал дефицит общения и отправлял много писем в различные газеты, пытаясь найти друзей по переписке.
В 2008 году в книге В. Соколова "На грани жизни" появилось письмо маньяка, датированное 2006 годом, под заголовком "Почему молчат православные?". В нем Цюман сообщает об осознании своей греховности, стремлении познать Бога и повествует о неудачном опыте переписок с людьми с воли:
"Чем больше Господь открывает мне Себя, тем больше понимаю свою греховность".
"Лишь один раз мне ответила девятнадцатилетняя девушка, которая через вашу газету искала друзей. Пожелала мне всего хорошего, но обратного адреса не дала. Понять ее можно – она молода, а тут уголовник, бывший смертник".
"Даже для того, чтобы попасть в православный храм на исповедь, я писал заявления полгода. И единственная радость для нас осталась – написать письмо и ждать ответа", — Раб Божий Юрий,
461505, Оренбургская обл.,

г. Соль-Илецк, учр. ЮК – 25/6, 3 отр. к. 64.
В 2011 и 2019 годах безуспешно пытался оспорить замену смертной казни пожизненным лишением свободы в Верховном Суде Российской Федерации, считая заключение в тюрьму ухудшением своего положения.
В 2017 году маньяку было отказано в условно-досрочном освобождении.
Летом 2021 года Юрий Цюман подал иск в Соль-Илецкий районный суд Оренбургской области против компании ООО «Интернет Решения», обвиняя её сотрудников в мошенничестве, однако Соль-Илецкий районный суд отказал Цюману в принятии иска к рассмотрению, заявив, что дело неподсудно данному суду.

## В массовой культуре
Литература
- Книга Николай Модестов — «Маньяки… слепая смерть: хроника серийных убийств» (1997)
- Книга Данила Корецкого — «Антикиллер-2» (фигурирует как маньяк, орудовавший в городе Тиходонск, прообразом которого является Ростов-на-Дону)

Фильмы
- Взгляд изнутри. Русский психиатр (1999)
- Документальный фильм «Треугольник смерти» из цикла «Необъяснимо, но факт» (2005)
- Документальный фильм «Наследники Чикатило» из цикла «Лихие 1990-е» (2007)
- Выпуск «Охотники на маньяков» — «Первый канал» (2008)
- Документальный фильм «Черноколготочник» из цикла «Следствие вели» (2011)